# Светски календар
Светски календар (The World Calendar) је предлог реформе грегоријанског календара, који је креирала Elisabeth Achelis из Бруклина, Њујорк.

## Особине
Светски календар је вечни календар са 12 месеци и једнаким кварталима. Вечан је јер остаје исти сваке године.
Сваки квартал почиње у недељу и завршава се у суботу. Квартали су једнаки, сваки има тачно 91 дан одн. 13 недеља одн. 3 месеца. Три месеца имају редом 31, 30 и 30 дана. Дакле, сваки квартал почиње месецом од 31 дан, названим Јануар, Април, Јул и Октобар. 
Четири квартала имају 364 дана, тако да је потребно уметнути још један или два додатна дана како би се одржао исти дан Нове године као и код грегоријанског календара:
Worldsday - ("Светски дан")
Последњи дан године, после 30. децембра. Овај додатни дан је означен са "W", једнак је 31. децембру и назван је Worldsday као светски празник завршетка године. Следи га недеља, 1. јануар у новој години.
Leapyear Day - ("Дан преступне године")
Овај дан се додаје на крај другог квартала, у преступним годинама. Такође је означен са "W" и одговара 1. јулу у преступној грегоријанској години. Следи га недеља, 1. јул по св. кал.
Ова два дана се сматрају 24-часовним „паузирањем“ календара. Они су "интеркалирани" дани који немају ознаку дана у недељи/тједну. Замишљени су као нерадни дани.
Пошто сваки четврти месец има исти распоред дана, календар се може изразити концизно:
|                                                                     | Јануар април јул октобар | Јануар април јул октобар | Јануар април јул октобар | Јануар април јул октобар | Јануар април јул октобар | Фебруар мај август новембар | Фебруар мај август новембар | Фебруар мај август новембар | Фебруар мај август новембар | Март јун септембар децембар | Март јун септембар децембар | Март јун септембар децембар | Март јун септембар децембар |  |
| Н                                                                   | 1                        | 8                        | 15                       | 22                       | 29                       | 5                           | 12                          | 19                          | 26                          | 3                           | 10                          | 17                          | 24                          |  |
| П                                                                   | 2                        | 9                        | 16                       | 23                       | 30                       | 6                           | 13                          | 20                          | 27                          | 4                           | 11                          | 18                          | 25                          |  |
| У                                                                   | 3                        | 10                       | 17                       | 24                       | 31                       | 7                           | 14                          | 21                          | 28                          | 5                           | 12                          | 19                          | 26                          |  |
| С                                                                   | 4                        | 11                       | 18                       | 25                       | 1                        | 8                           | 15                          | 22                          | 29                          | 6                           | 13                          | 20                          | 27                          |  |
| Ч                                                                   | 5                        | 12                       | 19                       | 26                       | 2                        | 9                           | 16                          | 23                          | 30                          | 7                           | 14                          | 21                          | 28                          |  |
| П                                                                   | 6                        | 13                       | 20                       | 27                       | 3                        | 10                          | 17                          | 24                          | 1                           | 8                           | 15                          | 22                          | 29                          |  |
| С                                                                   | 7                        | 14                       | 21                       | 28                       | 4                        | 11                          | 18                          | 25                          | 2                           | 9                           | 16                          | 23                          | 30                          |  |
| colspan=14 \| Светски дан следи децембар                            | W                        |                          |                          |                          |                          |                             |                             |                             |                             |                             |                             |                             |                             |  |
| colspan=14 \| Преступни дан следи јун, али само у преступној години | W                        |                          |                          |                          |                          |                             |                             |                             |                             |                             |                             |                             |                             |  |

## Предности и проблеми
Као и код других предлога за реформу календара, присталице могу указати на неколико предности Светског календара у односу на садашњи грегоријански.
Они истичу његову једноставну структуру. Сваки дан недеље је сваке године под истим датумом. Кварталне статистике је лакше поредити, јер су четири квартала исте дужине сваке године. Штеди се на штампању календара, јер се мења само број године. Радни и школски распореди се не морају непотребно измишљати сваке године, уз велике трошкове. Свако може упамтити Светски календар и користити га слично часовнику.
Светски календар уноси мање промене у грегоријански календар од других реформских предлога за увођење једноставнијег и вечног календара - најкраће речено, у простој години је фебруар продужен за два дана и април за један, на рачун марта, маја и августа.
Пошто је Светски календар вечан, нема потребе мењати примерке календара сваке године. Од 1. септембра до 28 фебруара календар је истоветан грегоријанском календару, с тим што је 31. децембар по г. к. означен са W ("Светски дан") у Светском к. Али, остали датуми у Светском календару се разликују, мада не више од два дана у односу на датуме грегоријанског календара:
| Месеци Св. кал. који се разликују | Почетак по грег. кал. |
| --------------------------------- | --------------------- |
| Март                              | 3. марта/2.3          |
| Април                             | 2. априла/1. априла   |
| Мај                               | 3. маја/2. маја       |
| Јун                               | 2. јуна/1. јуна       |
| Јул                               | 2. јула               |
| Аугуст                            | 2. августа            |

Други наведени датум (од Марта до Јуна) важи у преступним годинама.
Друга мана би могла бити то што људи с рођенданима на радни дан никада неће славити рођендан викендом. Наравно, важи обрнуто за оне с рођенданом управо на викенд.

### Религијске примедбе
Главни противници Светског календара су лидери религија који врше богослужбу у складу са седмодневним циклусом. За Јевреје, хришћане и муслимане, особити дани богослужења су древни и фундаментални елементи њихове вере. За хришћане је недеља „дан Господњи“, субота је дан одмора за Јевреје а петак дан посебне молитве (Џуме) за муслимане. Присталице ових религија истичу да уметнути дани ремете традиционални недељни циклус. Недеља са „Светским даном“ би имала 8 дана па би дани богослужења одступали један дан сваке године (2 дана у преступној) у односу на недељу Светског календара. То би значило да верски дан одмора више не би коинцидирао са викендом. 
Присталице Светског календара не поричу да је њихов систем у колизији са традицијама доброг дела светског становништва, али тврде да би они које желе одржати седмодневну недељу могли сматрати Worldsday и Leapyear Day као „дупле“ свете дане.

### ISO 8601
Светски календар, за разлику неких других сличних предлога, није у складу са међународним стандардом ИСО 8601, који је заснован на грегоријанском календару. Разлике су у томе што је први дан седмице ИСО 8601 понедељак а не недеља и ИСО 8601 не подржава уметнуте дане.

## Позадина и историја
Светски календра има корене у календару који је предложио опат Marco Mastrofini, којим се намеравала реформа грегоријанског календара тако да сваки 1. јануар буде недеља, и да година има једнаке квартале од по 91 дан. Преостали 365. дан соларног циклуса би био „уметнути“ дан на крају године и опциони свети дан. У преступним годинама би још један „интеркалирани“ дан следио суботу, 30. јуна.
Елизабет Акилис је 1930. основала Асоцијацију Светског календара (TWCA) с циљем глобалног усвајања Светског календара. Следећих четврт века је ово функционисало као The World Calendar Association, Inc. Током 1930-их, подршка концепту је расла у Друштву народа, претходнику Уједињених нација. Акилисова је 1931. основала „Журнал Календарске Реформе“, објављивала га следећих 25 година и написала пет књига о концепту овог календара.
После II светског рата, Акилисова је затражила подршку у свету за Светски календар. Покрет је привлачио међународну пажњу а закони уведени у Конгресу САД су чекали на међународне одлуке, па је Акилисова прихватила савет да су Уједињене нације одговарајуће тело да одлучују о календарској реформи. САД су у Уједињеним нацијама 1955. знаковито одложиле универзално прихватање тако што су задржале подршку „осим ако таквој реформи не буде давала предност значајна већина грађана САД преко својих представника у Конгресу САД“. Улогу у томе је одиграла горе поменута брига да би нови календар пореметио традиционални 7-дневни циклус богослужења. Акилисова је исте године писала (JCR Vol. 25. стр. 169): „Док су [наше] подружнице и комитети током година, а и данас, били у стању да приђу свим гранама својих влада, [овдашња]] ... Асоцијација је спречена да тражи доношење закона у САД како не би изгубила статус изузетости од пореза. Због овога сам спречена да у својој земљи урадим оно што од свих других подружница тражим да ураде у својим“. 
Она је 1956. распустила TWAC, Inc. Удружење је наставило да постоји као Међународна Асоцијација Светског календара (IWCA) до краја века са неколико директора међу којима је била и Molly E. Kalkstein, потомица Акилисове која је током мандата 2000-04 обезбедила први званични website Асоцијације. Удружење се реорганизовало 2005. као The World Calendar Association, International. Тренутно је активно с новим напорима у смеру усвајања Светског календара и то 2012. Садашњи директор је Wayne Edward Richardson iz Elinvudа, Канзас.